# Leesville, Ohio
Leesville là một làng thuộc quận Carroll, tiểu bang Ohio, Hoa Kỳ. Năm 2010, dân số của làng này là 158 người.

## Dân số
- Dân số năm 2000: 184 người.
- Dân số năm 2010: 158 người.